# Aprostocetus aquaticus
Aprostocetus aquaticus är en stekelart som först beskrevs av Erdös 1954.  Aprostocetus aquaticus ingår i släktet Aprostocetus, och familjen finglanssteklar. Arten är reproducerande i Sverige.